# Rafik Smati
Rafik Smati, né le 9 juillet 1975 à Alger, est un entrepreneur français engagé dans le débat public, président du think tank Objectif France (présenté jusqu'en 2023 comme un parti politique).
Dans les médias, il est en général classé au centre, au centre droit, voire à droite de l'échiquier politique, avec un positionnement décrit comme « républicain, libéral et humaniste », « progressiste-conservateur », « pragmatique », voire « inclassable ».

## Biographie

### Débuts et formation
Rafik Smati est né à Alger en 1975, arrivé en France à l'âge de deux ans. Il grandit à proximité du quartier de La Défense, dont la construction lui donne « le sentiment de vivre dans un pays conquérant et technophile ». Il fait ses études à l'ESC Bordeaux, devenue Kedge Business School, puis à l'École centrale Paris,. En 1996, il est membre à 21 ans de la délégation du Premier ministre Alain Juppé en visite officielle au Canada.

### Parcours entrepreneurial
Rafik Smati fonde Dromadaire en 1998, à 23 ans, avec Lauris Olivier. Il affirme être « vraiment devenu entrepreneur » en surmontant la crise de la bulle Internet en 2000. Dromadaire « s'impose très vite comme le leader des cartes virtuelles » et s'étend à l'international dans les années suivantes sous le nom de Kisseo. En 2010, Rafik Smati décline une offre de rachat de Dromadaire par Vivendi, qui proposait 40 millions d'euros. L'entreprise Dromadaire est encore présentée en 2022 par la presse comme le leader national, voire le leader européen, de la carte virtuelle et de l'e-card, Rafik Smati ayant été décrit comme le « roi de la carte de vœux ». En 2008, Rafik Smati fonde le groupe Aventers qui englobe Dromadaire, Ooprint et Magfemmes ; il dirige toujours le groupe qui compte plusieurs dizaines de salariés en 2022.

### Engagement politique
Rafik Smati est élu local à Puteaux (Hauts-de-Seine) de 1995 à 2008, sans délégation ; selon Bertrand Soubelet, « il est parti avant la fin de son mandat car il a vu comment les politiques fonctionnaient ».
Rafik Smati lance avec Lauris Olivier le mouvement Objectif France le 13 novembre 2014,. Le journaliste et éditorialiste Serge Raffy décrit alors son fondateur Rafik Smati comme étant politiquement « inclassable ». Le Figaro affirme quelques jours plus tôt que Smati est « déjà repéré par certains responsables politiques, notamment Alain Juppé ». Interrogé par Atlantico, Rafik Smati cite alors « la campagne électorale de 2012, qui a été une élection présidentielle pour rien [...] incantatoire et dépourvue d'idées » comme étant l'élément déclencheur de son engagement. Rafik Smati définit à ce moment son mouvement comme étant « à droite, à gauche et écologiste ». Affirmant que « dans une France fatiguée et inquiète, il faut du sang neuf, des gens issus de la société civile, et surtout des idées nouvelles », Smati invoque le sentiment de défiance des Français envers la classe politique, et la nécessité de proposer une offre alternative aux « extrêmes ». Le Nouvel Observateur se demande alors si le mouvement « [passera] l'hiver » de 2014. Sans être officiellement candidat à l'élection présidentielle de 2017, Rafik Smati est régulièrement classé par la presse parmi les « petits candidats » à ce scrutin,,,,. Le positionnement « à droite, à gauche et écologiste » d'Objectif France et sa revendication d'être « de la société civile face à « l'ancien monde » politique » ou au « vieux monde » conduisent a posteriori le journal Le Point à associer à Rafik Smati des « accents macronistes avant l'heure : probusiness et défenseur de l'ordre en même temps qu'humaniste ».
Plusieurs médias nationaux rapportent que Rafik Smati attire durant cette période l'attention de responsables politiques de premier plan. Robert Lafont, chef du groupe Lafont presse, rapporte en 2018 dans Entreprendre qu'en mai 2016, le président de la République d'alors, François Hollande, s'intéresse à Rafik Smati et arrange une rencontre avec lui ; selon Le Figaro Magazine et Jeune Afrique, le chef de l'État déjeune deux fois avec Smati au cours de son mandat. Le fondateur d'Objectif France attire également l'attention des « Marcheurs » du nouveau parti En Marche. En décembre de la même année, au cours d'une interview sur le plateau des 4 Vérités sur France 2 où il revendique 20 000 soutiens au sein d'Objectif France, Smati confie devant Caroline Roux avoir rencontré des conseillers d'Emmanuel Macron. Il affirme avoir décliné des offres de la part « d'émissaires » du futur président de la République, ce que confirme Le Figaro Magazine en août 2017.
Selon divers médias, Rafik Smati rencontre après la présidentielle de 2017 plusieurs figures de la droite comme Valérie Pécresse ou Laurent Wauquiez ; ce dernier aurait proposé au chef d'Objectif France un « poste » qu'il aurait refusé. Rafik Smati justifie en 2022 son choix de décliner ces offres en invoquant des différends sur le plan des idées : « Je connais ce monde et je respecte les politiques. Je pourrais vous dire du bien de chacun d'eux, je n'ai pas de dogme. Mais quel grand projet portent-ils face au tsunami technologique qui nous attend et qui va bouleverser notre rapport au travail, à l'écologie… ? ».
Bertrand Soubelet, ancien no 3 de la Gendarmerie nationale annonce officiellement qu'il rejoint Rafik Smati et Objectif France fin septembre 2017. Interrogé sur Europe 1 par Christophe Hondelatte sur le choix de Rafik Smati et d'Objectif France plutôt que de Les Républicains, Soubelet évoque le bilan de LR qu'il juge être un parti « comme tous les autres ». Durant les premières années du quinquennat d'Emmanuel Macron, Rafik Smati et son parti enregistrent plusieurs ralliements ou soutiens, dont celui de François Goulard,, ancien ministre, ancien maire de Vannes et président du département du Morbihan. Selon Le Parisien, Rafik Smati fait partie en 2019 des invités à un événement organisé par Virginie Calmels qui envisage alors de se présenter aux élections européennes.
En mai 2019, le mouvement de Rafik Smati annonce le ralliement du Parti libéral-démocrate d'Aurélien Véron, dernière formation héritière du courant libéral incarné auparavant par des partis comme Démocratie libérale, et qui avait compté dans ses rangs des personnalités comme Gaspard Koenig. Le politologue Laurent de Boissieu rapporte lui qu'Objectif France « absorbe » l'ex-PLD, tandis que Le Parisien parle de « fusion » sous « emblème Objectif France ».
Selon un article de L'Obs de novembre 2019, « de nombreux leaders LR, en particulier les anciens fillonnistes, suivent à la loupe les premiers pas d'Objectif France dans l'arène électorale, estimant qu'il pourrait bien devenir le « nouveau monde » de la droite ».

### Élection présidentielle de 2022

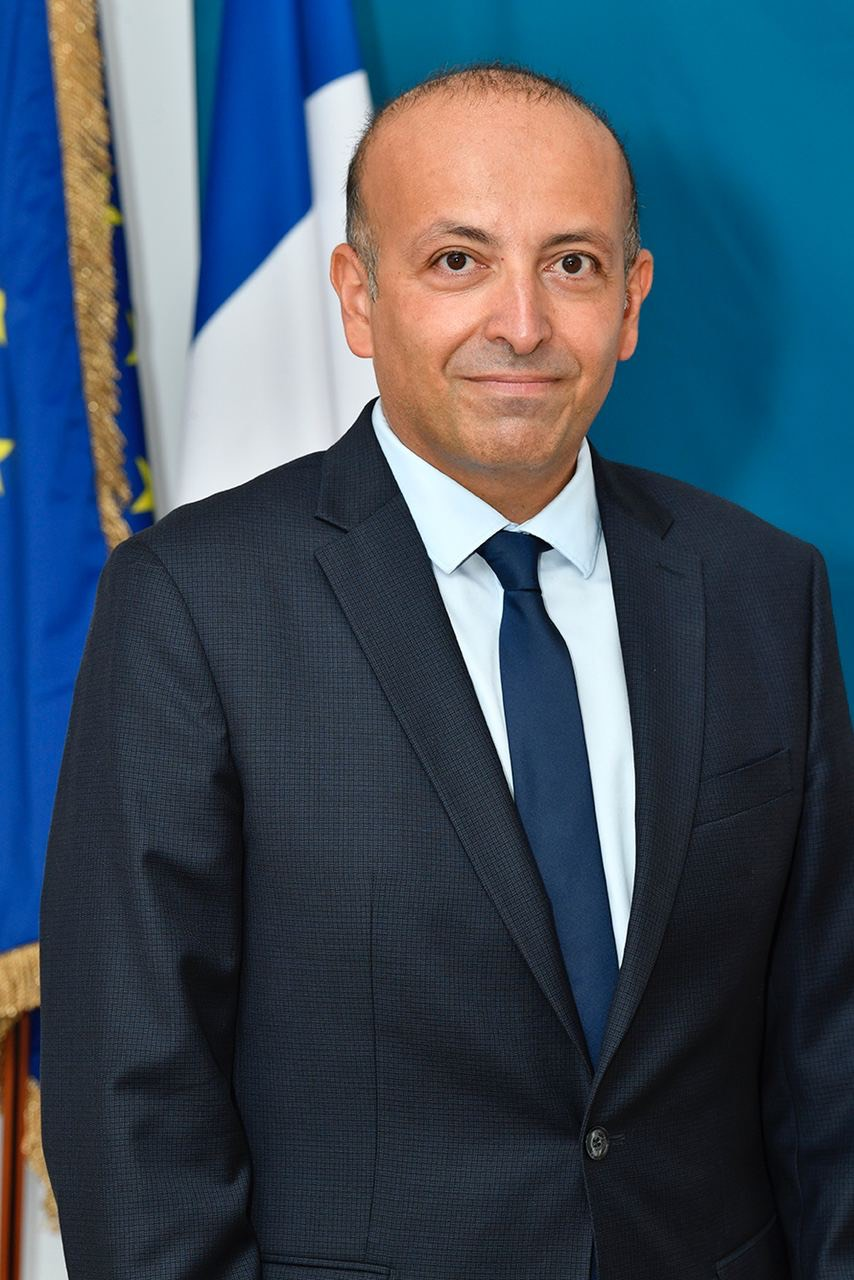
Rafik Smati en août 2020.

Pour la rentrée politique d'Objectif France d'août 2021, Rafik Smati accueille entre autres Michel Barnier, Valérie Pécresse, Guillaume Lacroix (président du Parti radical de gauche), Jean-Christophe Lagarde, Éric Zemmour et Corinne Lepage,, ainsi que David Lisnard, François-Xavier Bellamy et Virginie Calmels,. Le débat entre Rafik Smati et Éric Zemmour est décrit par Le Point comme un « dialogue de sourds et choc des cultures entre les deux hommes d'origine algérienne, tous deux candidats à l'élection présidentielle, l'un nostalgique d'une France fantasmée, l'autre pur produit de la start-up nation ».
En décembre 2021, la presse révèle que Jacques Attali (parmi « plusieurs leaders d'opinion ») encouragerait Rafik Smati à se présenter à l'élection présidentielle, tandis qu'un proche de Yannick Jadot l'aurait « testé » pour un poste de ministre de la Défense et que Valérie Pécresse s'intéresserait au dirigeant d'Objectif France. La presse fait également état début 2022 d'une prochaine candidature à l'élection présidentielle de Rafik Smati, qui aurait refusé des offres de la désormais candidate du parti Les Républicains, de Laurent Wauquiez et de Bruno Retailleau,.
Le 21 janvier 2022, Rafik Smati annonce sa candidature à l'élection présidentielle de cette année,. Il justifie sa candidature par le fait que « l'enjeu qui est le nôtre aujourd'hui, en France, est de créer les conditions pour armer notre pays pour qu'il puisse affronter très vite les défis de demain comme l’avenir du travail, la révolution technologique et les bouleversements géopolitiques » et revendique « le projet le plus construit et le plus solide de tout le paysage politique français ». Il est entre autres qualifié de candidat libéral par Le Temps, Le Point et Contrepoints. Il ne recueille que 10 parrainages sur les 500 nécessaires pour pouvoir se présenter ; l'une de ses déclarations au journal Le Point (« Je sais que je ne suis pas le prochain président de la République, mais je veux œuvrer au débat ») laisse entendre une candidature de témoignage. Parmi les maires ayant soutenu Rafik Smati figure le maire de Fessenheim, Claude Brender.

### Vie privée
Rafik Smati est marié à Leïla Smati.

## Publications
- Vers un capitalisme féminin, Paris, Eyrolles, 2010
- Éloge de la vitesse : la revanche de la génération texto, Paris, Eyrolles, 2011
- Révolution Y : la génération qui va redessiner l'Europe, Paris, Eyrolles[42], 2012
- French Paradise, Paris, Sign, 2014
- Le Nouveau Temps : comment reprendre le contrôle à l'ère de l'IA, Paris, Eyrolles, 2023